# السياحة الحلال

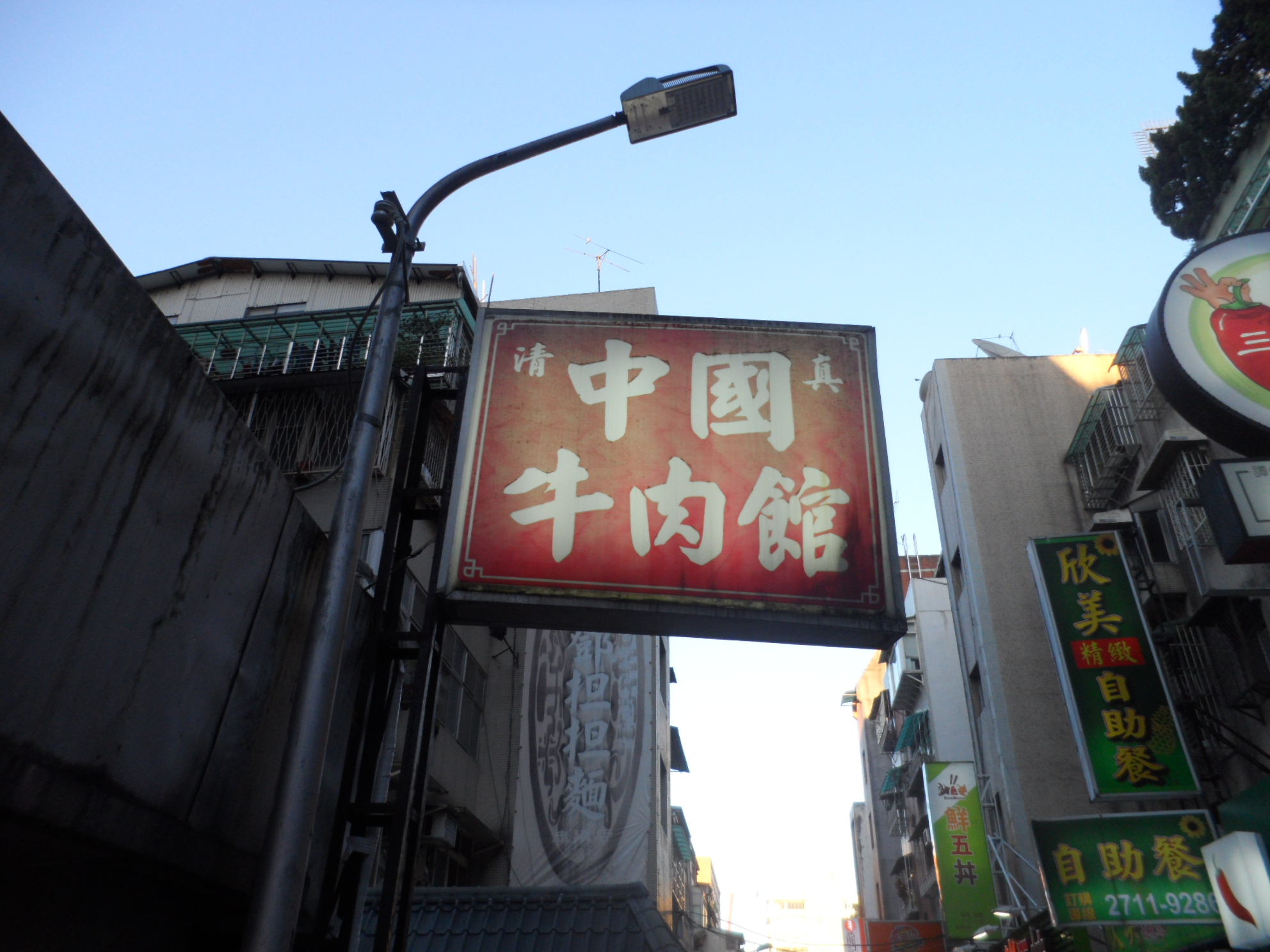
مطعم حلال صيني في تايبيه، تايوان.

السياحة الحلال هي فئة فرعية من السياحة التي تستهدف العائلات المسلمة التي تلتزم بقيّم الإسلام. لا تقدم الفنادق في هذه الوجهات المشروبات الكحولية كما لديها حمامات سباحة ومرافق سبا منفصلة للرجال والنساء. وتحاول ماليزيا وتركيا والعديد من البلدان جذب السياح المسلمين من جميع أنحاء العالم بما يتماشى مع معتقداتهم الدينية. لكن حاليًا لا توجد معايير معترف بها دوليًا حول السياحة الحلال.
وأيضا يوفر قطاع السياحة الحلال رحلات جوية لا يتم فيها تقديم الكحول أو منتجات لحم الخنزير، ويتم الإعلان عن مواقيت الصلاة، كذلك يتم بث البرامج الدينية كجزء من الترفيه المقدم على متن الطائرة.
يقول تقرير يورومونيتور انترناشيونال الصادر في ورلد ترافيل ماركت في 2007 في لندن أن هناك احتمالية لازدهار السياحة الحلال في الشرق الأوسط. ويذكر التقرير شركة طيران حلال ناشئة تقدم طعامًا حلالًا وآذانًا للصلاة ومصحفًا في جيوب المقاعد، بالإضافة إلى توفير أماكن منفصلة للمسافرين الذكور والإناث.
تقدم العديد من الفنادق العالمية طعامًا حلالًا يتم ذبحه وفقًا لتعاليم الشريعة الإسلامية وخالي من أي مواد يحرمها الإسلام مثل لحم الخنزير والكحول. كما وظفت بعض الفنادق أشخاصًا من العالم الإسلامي لتقديم خدمات الترجمة والمساعدات الأخرى التي قد يحتاجها السياح من الدول الإسلامية.
يتحدث مقال في الإيكونوميست عن مجال الأعمال الحلال المنشور في 25 مايو 2013 : «إنها ليست مجرد منتجات حلال فقط، ولكن تزدهر خدمات أخرى مثل العطلات الحلال، وشركة كريسنت تورز عبر الإنترنت متخصصة في السفر ومقرها لندن، تحجز للعملاء المسلمين فنادق في تركيا بها حمامات سباحة منفصلة للرجال والنساء ولا تقدم الكحول وتوفر مطاعم حلال وتؤجر فيلات خاصة لقضاء العطلات بجدران عالية أكثر خصوصية»،  والذي تحدثت عنه مجلة فوربس التي تقدم فنادق تناسب المسلمين ونصائح حول خيارات الطعام الحلال وتوافر القرآن والمزيد.
بناءً على تقرير صادر من تومسون رويترز، أنه في عام 2014 أنفق المسلمون من جميع أنحاء العالم 142 مليار دولار على السفر (باستثناء الحج والعمرة)، وبالمقارنة، أنفق المسافرون من الصين 160 مليار دولار على السفر في العام نفسه، في حين أنفق المسافرون الأمريكيون 143 مليار دولار، وبالتالي ذلك يضع قطاع السفر الإسلامي في المرتبة الثالثة في الإنفاق العالمي على السفر ويمثل 11 في المائة من إجمالي الإنفاق العالمي على السفر.
ساهم سفر المسلمين بأكثر من 156 مليار دولار أمريكي في الناتج المحلي الإجمالي العالمي في عام 2016، ومن المتوقع أن ينمو إلى 220 مليار دولار أمريكي بحلول عام 2020، وفقًا لمؤشر السفر الإسلامي العالمي لعام 2017  بواسطة «تصنيف كريسنت».

## معيار السفر الإسلامي
في عام 2008، تم إطلاق «تصنيف كريسنت» كأول أداة مرجعية للفنادق عبر الإنترنت في العالم مخصصة للمسافرين المسلمين. ينقسم «تصنيف كريسنت» إلى مقياس تصنيف من 1 إلى 7 بالإضافة إلى الفئات استنادًا إلى معدل وسائل الراحة والخدمات التي يقدمها كل فندق مشارك للضيوف المسلمين، بما في ذلك توافر سجاد الصلاة واتجاه القبلة وسياسات المشروبات الكحولية وتوافر الأطعمة الحلال المعتمدة.
وفي عام 2015، تم إطلاق نظام تصنيف حلال مشابه يسمى «معيار سلام» من قبل ترفيبز. ويستند نظام تصنيف «معيار سلام» إلى 4 مستويات تتراوح من البرونز إلى البلاتين. وفي 2017، تم الاعتراف بنظام التصنيف ودعمه من قبل وزارة السياحة والفنون والثقافة (ماليزيا) ومركز السياحة الإسلامية  وتم تقديمه في مؤتمر الكومسيك  تحت رعاية منظمة التعاون الإسلامي (OIC).

## السياحة الحلال في المملكة المتحدة
في أبريل 2017، احتلت المملكة المتحدة المرتبة 20 في مؤشر السفر العالمي الشامل للمسلمين  ولكنها احتلت المرتبة الثالثة في الوجهات غير الأعضاء في منظمة المؤتمر الإسلامي متفوقة على إسبانيا بالرغم من تراثها الإسلامي السابق. ويعود جزء من النجاح إلى الاتصال الجوي وسهولة التواصل كما تقدم وجهة تناسب الأسرة كاملة وأيضاً سهولة توافر أماكن الصلاة التي قد تنبع من سكانها المحليين المسلمين.
تعتبر شركة "Muslim History Tours" من اللاعبين الرئيسيين في السياحة الحلال داخل المملكة المتحدة، والتي ألقت خطابات حول السياحة الحلال في المملكة المتحدة إلى مكتب السياحة الوطني في بريطانيا والسلطات المحلية، كما تقدم استشارات لوجهات التسوق لجعل الخدمات سهلة الاستخدام للسائحين العرب والمسلمين.
وفي عام 2015، كانت الأفضل على مستوى العالم في تصنيف أفضل منظم رحلات حلال بفارق ضئيل عن «الاتحاد هلا». يوفر سوقهم المتخصص الفنادق الحلال المناسبة والجولات السياحية المنظمة من قبل مرشدين مؤهلين، وأيضاً تقدم الوجبات الحلال على نهر التايمز كروز، وقد تم إطلاق حافلة سياحية لمشاهدة معالم المدينة وتاريخها الإسلامي في لندن في أبريل 2017  كما تقدم جولات سياحية أحدث عن طريق سيارات الأجرة السوداء، كذلك تم اختيارهم في سبتمبر2017 ليكونوا من ضمن أفضل 7 عطلات حلال من قبل «The National، الإمارات العربية المتحدة».
في عيد 2018، تم تكليفهم من قبل أحد أشهر المعارض الفنية في العالم "تيت بريطانيا"، لتقديم أول جولة إسلامية، والتي حطمت الرقم القياسي للحاضرين في الجولات السياحية في تيت بريطانيا.

## روابط خارجية
- الجارديان - كريسنت تورز للعطلات الحلال
- CNN Travel - لحظة السياحة الحلال في الشمس
- بي بي سي - عطلات حلال في الشمس
- ذي إيكونوميست - كريسنت تورز للعطلات الحلال